# Tracheoides
Tracheoides là một chi bướm đêm thuộc họ Noctuidae.

## Các loài
- Tracheoides modesta Prout, 1932
- Tracheoides tamsi Prout, 1926